# Jerome Pradon
Jérôme Pradon (* 3. června 1964 Boulogne-Billancourt) je francouzský herec a zpěvák, který vystupoval na mnoha scénách celého světa včetně West Endu a Paříže.

## Divadlo
Jérômův muzikálový debut se odehrál v roce 1991 v roli Maria v Les Misérables Alaina Boublina a Claud-Michel Schönberga, a to v divadle Mogador v Paříži. Právě toto představení předznamenalo jeho vášeň pro muzikálové herectví, která ho dovedla k prvnímu účinkování na West Endu – roli Chrise v Miss Saigon (1992–93). Jeho dalším debutem, tentokrát v kanadském Torontu, byla titulní role ve hře Napoleon (1994). Během roku 1995 cestoval Jérôme mezi Anglií a Francií, účastnil se několika projektů včetně představení La Java des Mémoires, režírovaného jeho velice oblíbeným režisérem Rogerem Louretem and Assassins Stephena Sondheima. Později téhož roku byl součástí „hvězdného týmu“ na koncertě k oslavě desátého výročí Les Misérables. Při pobytu v Londýně Jérôme ztvárnil roli Guillauma ve hře oceněné cenou Olivier – Martin Guerre, čímž se stal prvním hercem, který kdy představoval hlavní role všech tří muzikálů autorské dvojice Boublil a Schönberg. Po muzikálu Martin Guerre si zahrál v Nine autora Maury Yestona ve Folies Bergère, kde Jérôme představoval Guida Continiho – hlavní mužskou roli.
V roce 1998, Jérôme předvedl strhující výkon ve hře Killing Rasputin a v roce 2000 se představil v Black Goes With Everything (show vzdávající hold talentu Dona Blacka) a ve Whistle Down the Wind Andrewa Lloyd-Webera, kde ztvárnil roli označenou pouhým The Man po boku Laury Michelle Kelly v roli Swallow.
V roce 2001 se Jérôme zúčastnil Edinburgh Fringe Festival se svou one man show Crime of Passion – v britské premiéře. Následovala další one man show tentokrát v Paříži – Road Movie. Nejenže Jérôme ztvárnil všech pět rolí v tomto představení, rovněž přeložil hru do francouzštiny. Účinkování v tomto představení si zopakoval v roce 2002.
Ve stejném roce měl hlavní part v Délit D’vresse – posledním díle legendárního Rolanda Petit, sehraném na spektakulárním charitativním gala koncertu A Night Of 1000 Voices; hrál Javerta v Les Misérables v Palace Theatre, London, a účinkoval na úvodním ceremoniálu po vůbec prvním Mezinárodním festivalu muzikálového divadla v Cardiffu. V roce 2003 bylo sehráno mnohokrát oceňované dílo Pacific Overtures, za které byl Jérôme nominován na cenu Olivier pro své ztvárnění intrikářské šogunovy matky a směšného Francouzského Admirála. Následovalo Et Si On Chantait? v produkci Pierra Cardina ověnčené cenou Chance! V roce 2004 Jérôme vystupoval na symfonickém koncertu k poctě práce Boublila a Schönberga One Day More!; před královnou a prezidentem Jacquesem Chiracm na zámku Windsor na koncertu Les Misérables, na stém výročí Entente Cordiale a zahrál si krále Heroda na skandinávském turné Jesus Christ Superstar. V roce 2005 si Jérôme odehrál svůj debut v Liége v Titanicu Mauryho Yestona. V roce 2006 se představil na Les Musicals Festival v Béziers a byl rovněž nominován na Nejlepšího herce roku 2005.

## Televize a film
Pradonovy televizní a filmové zkušenosti zahrnují jeho první placenou roli Marcheloup, L'été ‘36, Cas De Divorce a Hélas Pour Moi režírované Jean Luc Goddardem. Sharpe’s Company zavedla Jérôma na Ukrajinu za natáčením a až na britské obrazovky. Kung Fu: Legenda pokračuje bylo natáčeno v době Jérômova účinkování v Napoleonovi. Pro film The Brylcreem Boys (1999), který byl promítán pouze ve vybraných britských kinech, byl požádán, aby zvýraznil svůj francouzský přízvuk. Stejného roku byl film Simon Sez, ve kterém si Jérôme zahrál hlavního antagonistu, promítán v USA.
Z francouzské produkce jmenujme Belle Grand-Mere, La Jeune Fille et La Tortue režírované Stéphane Ly-Cuongem; oceňované Crimes En Serie a Paradisco (které se může pochlubit cenami z festivalů), rovněž pod taktovkou Stéphane Ly-Cuonga.
Objeví se v seriálu Avocats et associés, který se bude vysílat na kanálu France 2.
Z anglicky mluvených projektů si zahrál ve filmu Aristocrats nominovaném na cenu RTS; ve filmu Vatel, navrženém na cenu Akademie (režie Roland Joffé); v The Dancer ztvárnil Režiséra; jeho Jidáš z Jesus Christ Superstar verzi z roku 2000 (oceněné mezinárodní Emmy International Emmy) mu získal zástupy kritiků i nových příznivců; hrál v London Petera Ackroyda a v Carrie and Barry v roli Neila Morriseyho.
V roce 2004 se podílel na castingu pro francouzský dabing filmu The Phantom of The Opera (2005), sám si zahrál roli Andreho.
V letošním roce[kdy?] se objeví jako Roland v sitcomu Easy Peasy po boku s Peterem Davisonem na kanále ITV.

## Rozhlas
Spolupráce s rozhlasem obsahuje například Mezinárodní den hudby, mnohokrát také účinkování ve Friday Night Is Music Night a Somewhere In The Desert.
Jérôme je rovněž autorem písní. Napsal písně pro album Jean Guidoni Tigre de Porcelaine od Jean Guidoni i pro vlastní singl (vydán pod jménem „Tendrement“, 1987). Pracuje na albu stylů pop, rock a electro.

## Diskografie
- Les Bienheureux De La Marge Brute (2005)
- Chance! (2004)
- Crime of Passion (2001)
- Jesus Christ Superstar (2000)
- Killing Rasputin (1999)
- Martin Guerre (1996)
- Les Misérables – 10th Anniversary Concert (1995)
- Napoleon (1994)
- Les Misérables (1991)

## Singly
- Tendrement (1987)